# أفونسو كروش
أفونسو كروش (بالبرتغالية: Afonso cruz‏) كاتب، روائي وفنان برتغالي ولد عام 1971 في مدينة فيغيرا دا فوز البرتغالية. درس الآداب والفنون الجميلة والتشكيلية في لشبونه، وهو موسيقي ورسام ومخرج.

## من مؤلفاته المترجمة للغة العربية
له عدة روايات مترجمة للعربية منها:
- هيا نشتر شاعرا نقلها للعربية عبد الجليل العربي،[3]
- الكتب التي التهمت والدي ترجمها سعيد بنعبد الواحد،
- و رواية دمية كوكوشكا التي حصلت على جائزة الاتحاد الأوروبي للأدب في عام 2012،[4]
- والرسام تحت المجلى من ترجمة مها عطفة،
- والحفيدة ترجمة سعيد بنعبد الواحد.[5]

## روابط خارجية
- أفونسو كروش على موقع IMDb (الإنجليزية)
- أفونسو كروش على موقع قاعدة بيانات الفيلم (الإنجليزية)